# Yohanna
Yohanna, pseudonimo di Jóhanna Guðrún Jónsdóttir (Copenaghen, 16 ottobre 1990), è una cantante islandese.
Cresciuta a Hafnarfjörður, ha cominciato ad esibirsi dall'età di 9 anni. Ha lavorato anche a Broadway, fino a vincere nel 2009 la selezione della RUV per l'Eurovision Song Contest. La partecipazione all'evento con la canzone Is It True? si concluderà con un ottimo secondo posto alle spalle dello strafavorito Alexander Rybak; curiosamente in tale occasione ha tra i backing un partecipante dell'edizione passata (Friðrik Ómar del duo Euroband) e la partecipante dell'anno dopo (Hera Björk). Nel 2010 comunica da Reykjavík i voti dell'isola per l'Eurovision Song Contest.
Nel 2011 partecipa di nuovo alla selezione islandese per l'Eurovision Song Contest con la canzone Nótt (Notte).